# یانوش گربه
یانوش گربه (مجاری: János Görbe؛ ۱۲ نوامبر ۱۹۱۲ – ۵ سپتامبر ۱۹۶۸) بازیگر اهل مجارستان بود.
از فیلم‌ها یا برنامه‌های تلویزیونی که وی در آن نقش داشته‌است، می‌توان به دیروز و یک لیوان آبجو اشاره کرد.